# Serge Poliakoff
Serge Poliakoff (8. ledna 1900, Moskva – 12. listopadu 1969, Paříž) byl ruský malíř tvořící především ve Francii, kam emigroval po Velké říjnové socialistické revoluci roku 1917 v Rusku.

## Tvorba
Jeho dílo ovlivnily především jeho přátelské kontakty s avantgardními malíři abstrakty jako byl například Vasily Kandinsky, Otto Freundlich, nebo Robert a Sonia Delaunay.
Poliakoff vystudoval školy umění v Paříži a Londýně. Jeho raná tvorba se ještě vyznačuje mnohobarevností a figurálními motivy, avšak postupně během života v Paříži přechází k abstrakci a používá čím dál méně barevných kombinací. Mezi barvy které se však u něj neustále opakují patří modrá, červená a žlutá.
Základním prvkem jeho obrazů je propojování jednotlivých barevných útvarů a jejich rohů. Což dá především vyniknout jednotlivým barvám a jejich kontrastům.